# Stylomesus pacificus
Stylomesus pacificus is een pissebed uit de familie Ischnomesidae. De wetenschappelijke naam van de soort is voor het eerst geldig gepubliceerd in 1960 door Yakov Avadievich Birstein.